# Mackinlayoideae
Mackinlayaceae Doweld, 2001 là một danh pháp cho một họ thực vật gồm 10 chi với khoảng 98 loài. Tuy nhiên, hiện tại hệ thống APG II năm 2003 chỉ xem nó như là một phân họ (Mackinlayoideae) của họ Apiaceae.

## Hình ảnh

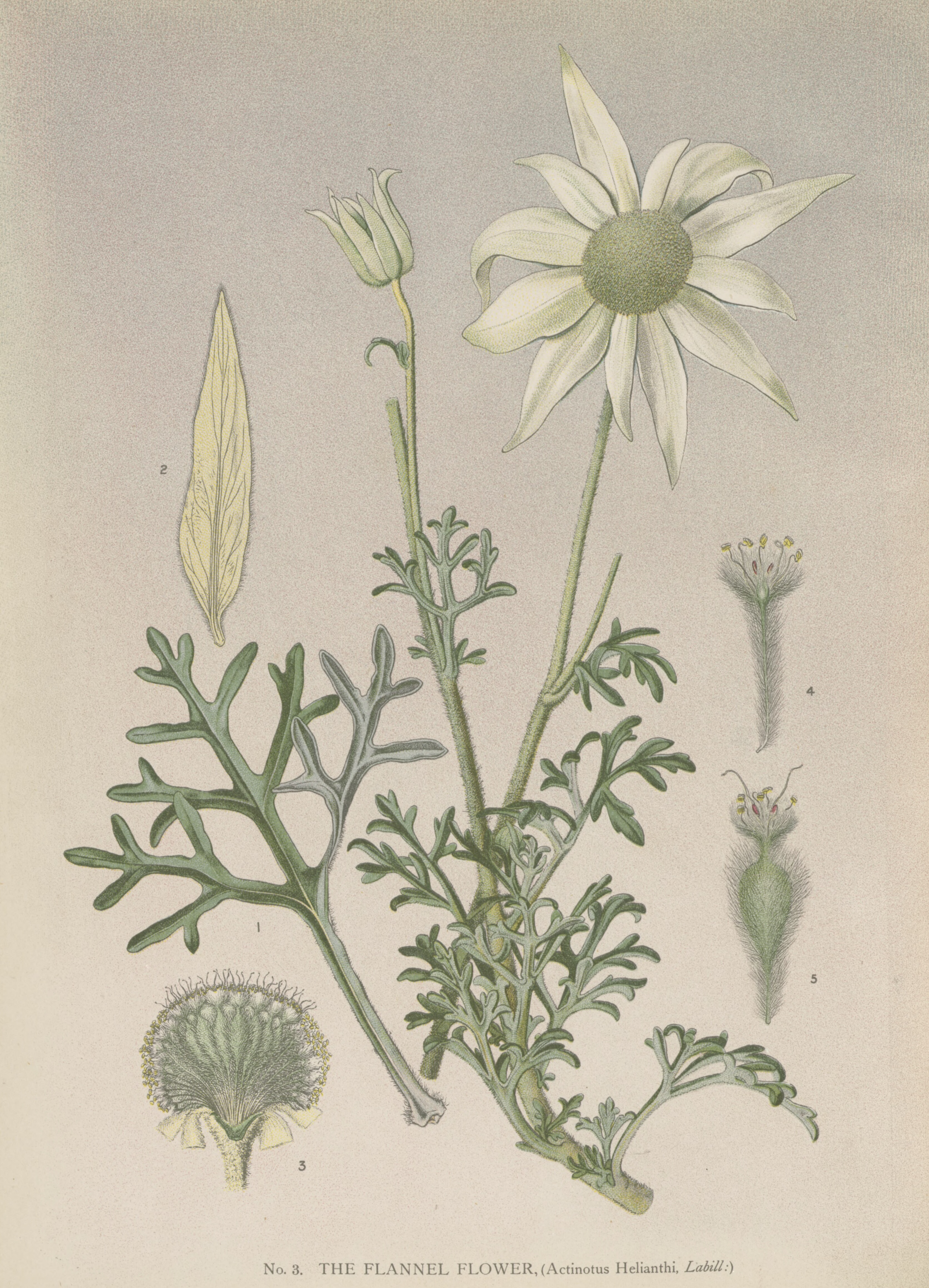

## Các chi
- Actinotus
- Apiopetalum
- Centella
- Chlaenosciadium
- Eryngium
- Mackinlaya
- Micropleura
- Pentapeltis
- Schoenolaena
- Xanthosia